# Logfia gallica
Logfia gallica là một loài thực vật có hoa trong họ Cúc. Loài này được (L.) Coss. & Germ. mô tả khoa học đầu tiên năm 1843.